# San Francisco, Lempira
San Francisco är en ort i Honduras.   Den ligger i departementet Departamento de Lempira, i den västra delen av landet, 120 km väster om huvudstaden Tegucigalpa. San Francisco ligger 599 meter över havet och antalet invånare är 8 086.
Terrängen runt San Francisco är huvudsakligen kuperad, men åt nordost är den bergig. Terrängen runt San Francisco sluttar söderut. Runt San Francisco är det ganska tätbefolkat, med 80 invånare per kvadratkilometer. Närmaste större samhälle är Piraera, 12,1 km sydväst om San Francisco. Omgivningarna runt San Francisco är en mosaik av jordbruksmark och naturlig växtlighet.